# Aleksejevskaja (stanice metra v Moskvě)

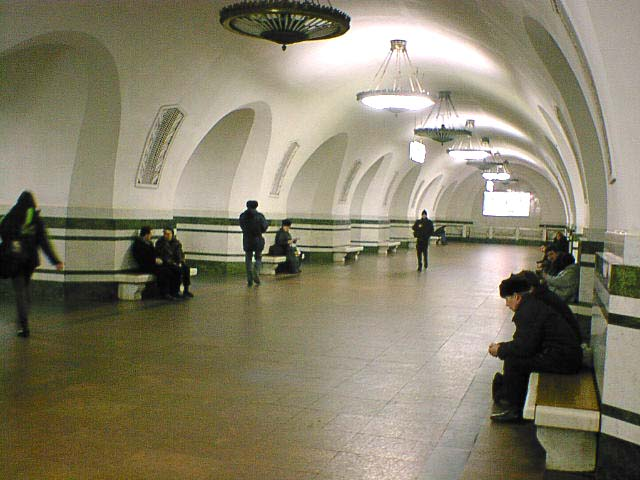
Střední loď stanice

Aleksejevskaja (rusky Алексеевская) je stanice moskevského metra na Kalužsko-Rižské lince.

## Charakter stanice
Je to podzemní, ražená a trojlodní stanice se zkrácenou střední lodí. Nachází se 51 m pod zemským povrchem; výstup z ní vede jeden po eskalátorovém tunelu do povrchového vestibulu kruhového půdorysu.
Interiér podzemní části stanice je velmi originální; převážně díky tomu, že původně měl být okázale zdoben stejně jako stanice na Zamoskvorecké a Kolcevské lince. Nakonec však došlo ke změnám plánu; nový návrh byl více strohý a odpovídal tehdejšímu trendu výstavby spartánských stanic metra. Díky tomu tak vznikla stanice, která svým architektonickým ztvárněním je přelomem mezi dvěma obdobími historie moskevského metra.
Osmiboké pilíře, které tak podpírají klenby všech tří lodí jsou obloženy ve své spodní části bílým mramorem se zeleným pruhem, stěny za nástupištěm obkládají bílé dlaždice. Stropy a vyšší části stěn jsou omítnuté bíle. Osvětlení zajišťují sice lustry, ne však tak dekorativní jako u ostatních stanic původem z 50. let minulého století. Aleksejevskaja se cestujícím zprovoznila 1. května 1958.

## Alexejevskaja v kultuře
Ve stanici Alexejevskaja se odehrává část děje knihy Metro 2033 od Dmitrije Gluchovského.